# Atribacteria
Classe
Les Atribacteria forment une classe de bactéries.

## Historique
La souche type du genre type Atribacter de cette classe Atribacteria est isolée au large du Japon à partir d'un mélange de sédiments et d'eau prélevés de sédiments profonds d'un aquifère salin comprenant du gaz naturel.

## Description
Les bactéries de la classe Atribacteria sont gram négatives et anaérobies stricts. Elles ne formant pas de spores, sont en forme de bacilles et parfois aussi plus ovoïde avec des extrémités plus pointues. Leurs dimensions caractéristiques sont de 0,6 à 0,8 μm de large et de 1,3 à 1,8 μm de long. Contrairement à la plupart des bactéries gram négatives, les bactéries du genre type Atribacter possèdent trois bicouches lipidiques.

## Liste des ordres
Selon LPSN (4 août 2023) :
- Atribacterales Katayama et al. 2021

## Taxonomie
Le nom correct complet (avec auteur) de ce taxon est Atribacteria Katayama et al. 2021.

## Étymologie
L'étymologie de cette classe est la suivante : A.tri.bac.te’ri.a. N.L. masc. n. Atribacter, genre type de l'ordre type the type order of the class; L. neut. pl. n. suff. -ia, ending to denote a class; N.L. neut. pl. n. Atribacteria, the class of the order Atribacterales ».

## Publication originale
- Publication originale (en) Taiki Katayama, Masaru K. Nobu, Hiroyuki Kusada, Xian-Ying Meng, Naoki Hosogi, Katsuyuki Uematsu, Hideyoshi Yoshioka, Yoichi Kamagata et Hideyuki Tamaki, « Isolation of a member of the candidate phylum ‘Atribacteria’ reveals a unique cell membrane structure », Nat Commun., vol. 11, no 1,‎ 14 décembre 2020, p. 6831 (lire en ligne)